# سهره زرد چانه‌سیاه
سهره زرد چانه‌سیاه (نام علمی: Spinus barbatus) گونه‌ای سهره از خانواده سهرگان راستین و زیستگاه طبیعی آن که در آرژانتین، شیلی و جزایر فالکلند و جنگل‌های معتدل و جنگل‌های پیشین به شدت دگرگون‌شده‌است.

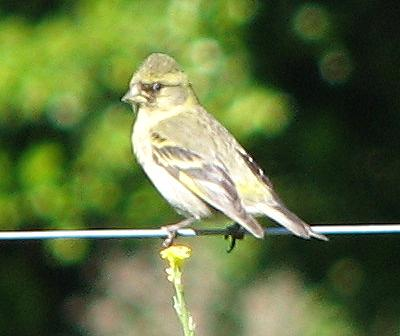
ماده